# Nefertem
Nefertem (còn viết là Nefer-tum hoặc Nefer-temu), là một vị thần của Ai Cập cổ đại, được sinh ra từ một đóa sen nở trên vùng nước thuở sơ khai. Thần Nefertem được miêu tả với hình dáng người đàn ông đội hoa súng trên đầu, đôi khi có thêm 2 chiếc lông vũ.
Nefertem đại diện cho những tia sáng đầu tiên của mặt trời và mùi hương thơm ngát của loài súng xanh Ai Cập (loài Nymphaea caerulea). Ông được xem là vị thần của hương thơm, sắc đẹp và của ngành y học. Theo thần thoại, Nefertem đã dâng lên thần Ra một hoa sen để làm dịu đi cơn đau của ngài. Các văn tự cổ khắc trên kim tự tháp gọi Nefertem là "Bông sen trên mũi thần Ra".
Theo truyền thuyết ban đầu, Nefertem được sinh ra từ vùng nước nguyên sơ của thần Nun. Khi trưởng thành, ông là thần Atum. Sau này, ông lại được xem là con của Ptah - vị thần của sự sáng tạo và nữ thần Sekhmet, nữ thần chiến tranh, có khi là con của nữ thần mèo Bastet.
Người Ai Cập cổ đại thường đeo những bức tượng nhỏ của Nefertem và xem chúng là bùa may mắn. Người ta tìm thấy bức tượng "Đầu của Nefertem" khắc hình vua Tut khi còn nhỏ trong ngôi mộ KV62.